# Katagiri (Klan)

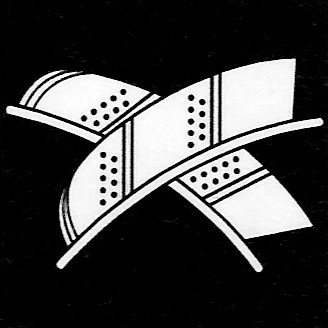
Wappen der Katagiri

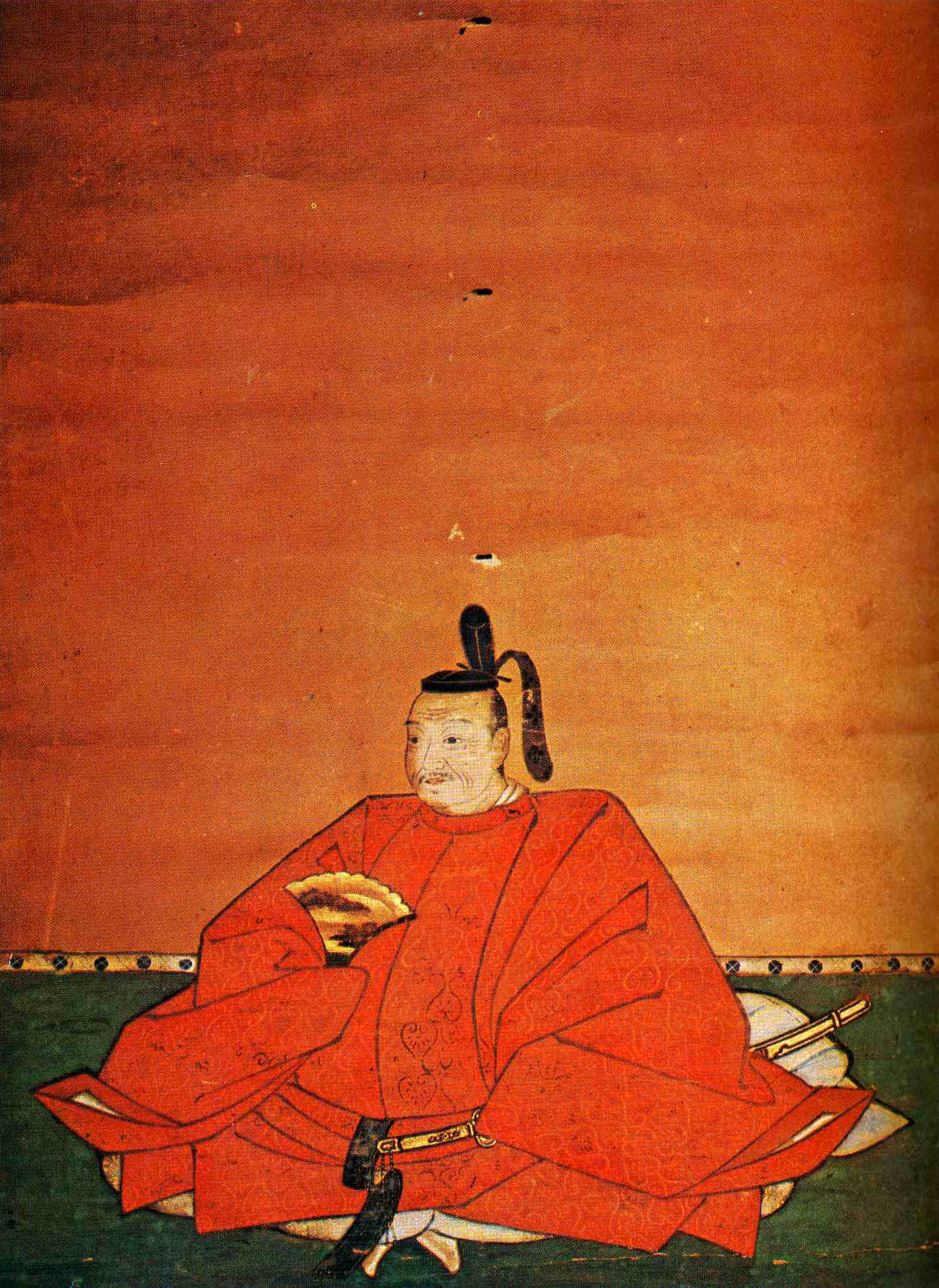
Katagiri Katsumoto

Die Katagiri (japanisch 片桐氏, Katagiri-shi) waren eine Familie des japanischen Schwertadels (Buke) aus der Provinz Ōmi, die sich von den Seiwa-Genji ableitete. Während der Edo-Zeit gehörten sie zu den Tozama-Daimyō.

## Genealogie
Der von Katagiri Katsumoto (片桐且元), einem erfolgreichen Mitstreiters Toyotomi Hideyoshis, begründete Tatsuta-Han (龍田藩) in der Provinz Yamato mit einem Einkommen von 10.000 Koku erlosch 1657.
Ein weiterer Zweig wurde begründet, als Katagiri Sadataka (片桐貞隆; 1560–1627), ein jüngerer Bruder Katsumotos, 1601 den Daimyō-Rang erhielt. 1615 baute er auf den Überresten der mittelalterlichen Burg Koizumi in Yamato ein Festes Haus (陣屋, Jinya). Mit einem Einkommen von 12.000 Koku gehörten die Katagiri zu den kleinen Daimyō. Dieser Zweig residierte dort bis zur Meiji-Restauration 1868. Danach führte das Oberhaupt den Titel Vizegraf.
Der zweite Chef des Hauses, Katagiri Sadamasa (片桐貞昌, 1605–1672), befasste ich mit der Teezeremonie und begründete eine eigene Richtung, die nach seinem Rufnamen Sekishū Sekishū-Schule (石州流) genannt wird. Sie wird bis heute von den Katagiri geleitet.